# Nouvelle-Église
Nouvelle-Église (Nederlands: Nieuw(e)kerke) is een gemeente in het Franse departement Pas-de-Calais (regio Hauts-de-France) en telt 679 inwoners (2017). De plaats maakt deel uit van het arrondissement Calais.
Het dorp had in een ver verleden een Vlaamse naam; in de 12e eeuw heette het Herewegh, tijdens de Engelse periode in de 16e eeuw schreef men Harrawaye maar werd de naam veranderd in Neufveglise of Newkirke (Nieuwkerke). Rond die tijd gingen de mensen er ook Frans spreken.

## Geografie
De oppervlakte van Nouvelle-Église bedraagt 8,9 km², de bevolkingsdichtheid is 76,2 inwoners per km².
De onderstaande kaart toont de ligging van Nouvelle-Église met de belangrijkste infrastructuur en aangrenzende gemeenten.

## Demografie
Onderstaande figuur toont het verloop van het inwonertal (bron: INSEE-tellingen).